# Hördt
Hördt là một đô thị thuộc huyện Germersheim, trong bang Rheinland-Pfalz, phía tây nước Đức. Đô thị Hördt có diện tích 18,47 km², dân số thời điểm ngày 31 tháng 12 năm 2006 là 2450 người.